# Foreign Exchange Certificate

Foreign Exchange Certificate zu 1 Yuan

Das Foreign Exchange Certificate (FEC) war eine 1980–1994 im Umlauf befindliche Ersatzwährung für sich in der Volksrepublik China aufhaltende Ausländer. Mit ihr sollte die staatliche Kontrolle über den Devisenverkehr erleichtert werden.
FEC wurden von der Bank of China mit den Nennwerten 1 und 5 Jiao sowie 1, 5, 10, 50 und 100 Yuan herausgegeben. Die Zahlung mit FEC war für die Durchführung bestimmter Transaktionen durch sich vorübergehend in der Volksrepublik China aufhaltende Ausländer inklusive der Chinesen aus Hongkong, Macau, Taiwan und Übersee sowie durch ausländische Diplomaten vorgeschrieben. Zu den FEC-pflichtigen Transaktionen gehörten:
- Hotel und Unterkunft
- Speziell dem genannten Personenkreis offenstehende touristische Dienstleistungen, zum Beispiel Freundschaftsläden (vergleichbar etwa mit den Intershop-Läden in der ehemaligen DDR) etc.
- Flugtickets
- Zug- und Schiffstickets zwischen der VR China und Hongkong/Macao
- Internationale Telefongespräche und Paketsendungen
- Transaktionen, für die die staatliche Zentralstelle für Devisenkontrolle den Gebrauch des FEC vorgeschrieben hat.

Der Handel mit FEC war unter Strafandrohung verboten. 
1994 schaffte Deng Xiaoping die FEC im Zuge der weiteren wirtschaftlichen Öffnung seines Landes ab. Ausländer können seither alle Leistungen mit dem Renminbi (Yuan) bezahlen, der allerdings weiterhin nur eingeschränkt konvertibel ist und nicht unbegrenzt außer Landes gebracht werden darf.